# سیارک ۴۰۴۵۹
سیارک ۴۰۴۵۹ (به انگلیسی: 40459 Rektorys، نامگذاری:1999RK43) چهل هزار و چهارصد و پنجاه و نهمین سیارک کشف شده‌است که در ۱۴ سپتامبر ۱۹۹۹ کشف شد.